# El gran bartender
El gran bartender fue un programa de televisión gastronómico argentino transmitido por Telefe, que buscaba al mejor barman del país.
En su primera temporada, el programa fue presentado por Martina Soto Pose, acompañada del periodista y DJ Bobby Flores, y los bar manager profesionales Inés de los Santos y Federico Cuco. Fue estrenado el 11 de julio de 2015 y finalizado el 3 de octubre de 2015.
En septiembre de 2016 se estrenó su segunda temporada, la que fue presentada por Agustina Casanova y en la que el astrólogo y músico Joe Fernández reemplazó a Bobby Flores. El último programa de dicho año fue exhibido el 26 de noviembre.
En 2018, el programa se convirtió en una coproducción argentino-chilena para buscar al mejor barman de Chile, Argentina y Uruguay. Fue presentado nuevamente por Agustina Casanova, esta vez acompañada por Karol Lucero. Se exhibió por Telefe y Mega.

## Formato
El programa consistía en que un grupo de participantes competían por ser el mejor barman a través de una serie de pruebas, las cuales estaban a cargo de tres jueces profesionales en esta labor, y que decidían si los concursantes continuaban en competencia o eran eliminados.

### Premio
Los ganadores de las dos primeras temporadas obtuvieron 100 000 pesos argentinos y fueron parte de giras por los bares más exclusivos de Londres. Para la tercera temporada, el destino del viaje fue Italia.

## Temporadas
| 1.ª temporada             | 2015 | Martina Soto Pose              | Bobby Flores Inés de los Santos Federico Cuco          | 13 | Matias Bernaola         | Maximiliano Salomón |  |  |  |  |  |  |  |  |  |  |  |  |  |  |  |  |  |  |  |  |  |  |  |  |  |  |  |  |  |  |  |  |  |  |  |  |  |  |  |  |  |  |  |  |  |  |  |  |  |  |  |  |  |
| 2.ª temporada             | 2016 | Agustina Casanova              | Joe Fernández Inés de los Santos Federico Cuco         | 10 | Sabrina Rodríguez Cuack | Ramiro Gavilondo    |  |  |  |  |  |  |  |  |  |  |  |  |  |  |  |  |  |  |  |  |  |  |  |  |  |  |  |  |  |  |  |  |  |  |  |  |  |  |  |  |  |  |  |  |  |  |  |  |  |  |  |  |  |
| 3.ª temporada             | 2018 | Agustina Casanova Karol Lucero | Carlo von Mühlenbrock Inés de los Santos Federico Cuco | 8  | Bianca Bertoli          | José Rojas          |  |  |  |  |  |  |  |  |  |  |  |  |  |  |  |  |  |  |  |  |  |  |  |  |  |  |  |  |  |  |  |  |  |  |  |  |  |  |  |  |  |  |  |  |  |  |  |  |  |  |  |  |  |
| El gran bartender en casa | 2020 | Inés de los Santos             |                                                        | 12 |                         |                     |  |  |  |  |  |  |  |  |  |  |  |  |  |  |  |  |  |  |  |  |  |  |  |  |  |  |  |  |  |  |  |  |  |  |  |  |  |  |  |  |  |  |  |  |  |  |  |  |  |  |  |  |  |
| 4.ª temporada             | 2022 | Diego Poggi                    | Iván Noble Inés de los Santos Federico Cuco            | 8  | Agostina Elena          | Nicolas Erazun      |  |  |  |  |  |  |  |  |  |  |  |  |  |  |  |  |  |  |  |  |  |  |  |  |  |  |  |  |  |  |  |  |  |  |  |  |  |  |  |  |  |  |  |  |  |  |  |  |  |  |  |  |  |
| 5.ª temporada             | 2023 | Diego Poggi                    | Mona Gallosi Inés de los Santos Federico Cuco          | 8  | TBA                     | TBA                 |  |  |  |  |  |  |  |  |  |  |  |  |  |  |  |  |  |  |  |  |  |  |  |  |  |  |  |  |  |  |  |  |  |  |  |  |  |  |  |  |  |  |  |  |  |  |  |  |  |  |  |  |  |

### Primera temporada
En la primera temporada, se buscó al mejor barman de Argentina entre doce participantes evaluados por Bobby Flores, Inés de los Santos y Federico Cuco. El ganador fue premiado con 100 000 pesos argentinos y un viaje a Londres.

### Segunda temporada
Nuevamente, doce participantes compitieron por el mismo premio que el año anterior. Inés de los Santos y Federico Cuco regresaron como jurados, esta vez acompañados por Joe Fernández.

### Tercera temporada
En la tercera temporada, se buscó al mejor bartender de Argentina, Chile y Uruguay. Desde el Abasto Hotel de Buenos Aires, Argentina, los doce participantes fueron evaluados nuevamente por Inés de los Santos y Federico Cuco, incorporando al chef chileno Carlo Von Mühlenbrock. El ganador se llevó un viaje a Italia.

## Spin-Off

### El gran bartender en casa
En 2020, Telefe comenzó a emitir programas especiales, siendo estrenado el 27 de junio debido a la pandemia por el COVID-19 y el cual consiste que Inés de los Santos visite la casa de diferentes famosos para preparar tragos. 
| N.º (prog.) | N.º (temp.) | Invitado/a             | Fecha de estreno         | Audiencia |
| ----------- | ----------- | ---------------------- | ------------------------ | --------- |
| 1           | 1           | «Donato De Santis»     | 27 de junio de 2020      | —         |
| 2           | 2           | «Flavia Palmiero»      | 5 de julio de 2020       | —         |
| 3           | 3           | «Agustina Casanova»    | 11 de julio de 2020      | —         |
| 4           | 4           | «Mariana Genesio Peña» | 18 de julio de 2020      | —         |
| 5           | 5           | «Freddy Villarreal»    | 26 de julio de 2020      | —         |
| 6           | 6           | «Juliana Gattas»       | 1 de agosto de 2020      | —         |
| 7           | 7           | «Rodrigo Guirao Díaz»  | 8 de agosto de 2020      | —         |
| 8           | 8           | «Pía Slapka»           | 15 de agosto de 2020     | —         |
| 9           | 9           | «Felipe Colombo»       | 22 de agosto de 2020     | —         |
| 10          | 10          | «Noelia Marzol»        | 29 de agosto de 2020     | —         |
| 11          | 11          | «Pachu Peña»           | 5 de septiembre de 2020  | —         |
| 12          | 12          | «Matías Martin»        | 12 de septiembre de 2020 | —         |

## Banda sonora
La música del programa en su primera y segunda temporada: 
- Voice - Jay Haze & Mary Dumm

- Voice in Suspense - Jay Haze & Mary Dumm

- Apotheosis - Jay Haze & Mary Dumm

- Percusión Lineal - Guillermo Guareschi

- Muerte - Guillermo Guareschi

- History on Drums - Guillermo Guareschi

- Ataque - Guillermo Guareschi

- Indecisión Final - Juan Carlos Calegari

- Frontal - Juan Carlos Calegari

- A Mil - Juan Carlos Calegari

- Indecisiones - Juan Carlos Calegari

- Algún Día" - Juan Carlos Calegari

- Recargado - Juan Carlos Calegari

- Millón Ganador - Juan Carlos Calegari

- Fortified - MX47 (Guillermo Guareschi)

- Rampage" - MX47 (Guillermo Guareschi)

- Hi Power - Amazing Music (Guillermo Guareschi)

- Dangerous - Amazing Music (Guillermo Guareschi)

- In the Matter of Sherlock Holmes" - MX47 (Guillermo Guareschi)

Además se utilizaron bandas sonoras de películas:
- Waterloo - John Powell (de la película "The Bourne Ultimatum")

- Tower Block - John Murphy (de la película "28 Days Later...")

- Puttanesca - Thomas Newman (de la película "Lemony Snicket")

- In Loco Parentis - Thomas Newman (de la película "Lemony Snicket")

Otros temas fueron:
- Love Potion - Gazzara

- Fix You (Instrumental) - Coldplay

- Viva La Vida (Instrumental) - Coldplay

- No One Knows (Instrumental) - Queens of thr Stone Age